# 레퀴엠 (2001년 영화)
《레퀴엠》(Requiem)은 프랑스에서 제작된 허브 레노 감독의 2001년 범죄, 액션 영화이다. 패트릭 델솔라 등이 주연으로 출연하였고 올리비에 델보스크 등이 제작에 참여하였다.

## 출연

### 주연
- 패트릭 델솔라
- 무사 마스크리
- 줄리 앤 로스

### 조연
- 조 프레스티아
- 마크 차피토
- 사이몬 에인
- 마티유 부손
- 자크 세일러

## 기타
- 배역: 스테판 게일러드